# Treiten
Treiten (frz. Treiteron) ist eine politische Gemeinde im Verwaltungskreis Seeland des Kantons Bern in der Schweiz.
Treiten ist eine sogenannte Gemischte Gemeinde. Eine eigene Kirchgemeinde besteht nicht.

## Geographie
Treiten liegt im Grossen Moos, einem besonders fruchtbaren Gebiet mit fast schwarzen Böden im Berner Seeland. Die Nachbargemeinden von Norden beginnend im Uhrzeigersinn sind Finsterhennen, Kallnach, Kerzers, Müntschemier und Brüttelen.

## Politik
Gemeindepräsident (Stand 2024) ist Jakob Etter (Mitte).
Bei den Nationalratswahlen 2023 betrugen die Wähleranteile in Treiten (in Klammern die Veränderung im Vergleich zu den Wahlen 2019 in Prozentpunkten): SVP 49,09 % (−6,94), Mitte 16,55 % (+3,04), glp 6,57 % (+1,38), EDU 5,89 % (+3,73), FDP 5,48 % (+2,04), EVP 4,99 % (+0,20), Grüne 4,65 % (−1,79), SP 4,19 % (+0,63), SD 0,02 % (−1,14).